# Länderrat (Österreich)
Der Länderrat war ein vorberatendes Organ der Bundesgesetzgebung in Österreich während der Zeit 1934–1938, die als autoritärer Ständestaat oder Austrofaschismus bezeichnet wird.
Die rechtliche Grundlage für den Länderrat wurde in der am 1. Mai 1934 in Kraft getretenen Maiverfassung gelegt. Darin waren als Organe der Bundesgesetzgebung die vorberatenden Organe Länderrat, Bundeswirtschaftsrat, Bundeskulturrat und Staatsrat sowie die beschließenden Organe Bundestag und Bundesversammlung festgelegt. Damit sollte das demokratisch legitimierte Parlament ersetzt werden, das mit der Ausschaltung des Nationalrates im März 1933 sein Ende gefunden hatte.

## Zusammensetzung
Der Länderrat setzte sich aus den Landeshauptmännern und den mit der Führung der jeweiligen Landesfinanzen betrauten Mitgliedern der Landesregierung zusammen. Für die Stadt Wien, die während dieser Zeit kein Bundesland, sondern eine bundesunmittelbare Stadt war, saßen der Bürgermeister und ein von ihm bestellter und mit den Finanzen der Stadt vertrauter Vertreter im Länderrat.
Im Länderrat kam es zu vier Umbesetzungen durch Wechsel der Landeshauptmänner: Im Februar 1935 folgte Josef Schumacher dem verstorbenen Franz Stumpf nach, im Oktober 1935 wurde der geschäftsführende niederösterreichische Landeshauptmann Eduard Baar-Baarenfels vom aus der Regierung ausgeschiedenen Josef Reither abgelöst, im Oktober 1936 kam Arnold Sucher für Ludwig Hülgerth und im März 1938 Rolph Trummer statt Karl Maria Stepan. 1936 gab es zudem einen Wechsel beim Landesfinanzreferenten von Wien. Somit waren insgesamt 23 Personen Mitglieder des Länderrates. Der Länderrat war das einzige vorberatende Organ der Gesetzgebung, in dem alle Länder gleich stark vertreten waren; in den anderen stammten je mehr als die Hälfte der Mandatare aus Wien oder Niederösterreich. Der Länderrat war außerdem jenes Gremium, in dem anteilsmäßig die meisten Mitglieder (22) bereits vor 1934 ein Mandat auf Gemeinde-, Landes- oder Bundesebene innegehabt hatten.

## Aufgaben
Die Pflicht der vorberatenden Organe war es, Gutachten über von der Regierung zugewiesene Gesetzesvorlagen zu erstellen. Der Länderrat hatte bei seinen Gutachten nur die Länderinteressen zu berücksichtigen. Die Regierung war jedoch nicht an diese Gutachten gebunden. Nach Einlangen der Gutachten wurde eine Gesetzesvorlage im Bundestag eingebracht, wo sie entweder unverändert angenommen oder abgelehnt werden konnte (ausgenommen Bundesvoranschlag und Bundesrechnungsabschluss). Die Regierung des autoritären Ständestaates erließ die Mehrheit der Gesetze allerdings mit Hilfe des Ermächtigungsgesetz vom 30. April 1934 und umging damit die Organe der Bundesgesetzgebung.
Der Länderrat konnte mit Zweidrittelmehrheit beschließen, die Zuständigkeit für die Landesgesetzgebung in einer bestimmten Angelegenheit dem Bund zu übertragen.
Die Mitglieder der vorberatenden Organe besaßen keine parlamentarische Immunität. Sie hatten kein Recht auf Gesetzesinitiativen, auf Interpellation oder auf Untersuchungen. Ihre Sitzungen waren nichtöffentlich.
Der Bundestag wurde von den vorberatenden Organen beschickt, wobei der Länderrat neun Abgeordnete stellte. In der Praxis waren dies die Landeshauptmänner bzw. der Wiener Bürgermeister. Auf dem Papier bildeten die Mitglieder der vorberatenden Organe die Bundesversammlung, tatsächlich ist dieses Gremium jedoch niemals zusammengetreten.